# 金華山丸 (2代)
金華山丸（きんかさんまる）は、かつて三井船舶が運航していた貨物船である。1961年竣工。大幅な航行自動化が採り入れられ、「世界初の自動化船」として知られる。

## 歴史
1950年代半ば頃の船舶の増加による乗組員の人員不足を受け、1959年に日本の運輸大臣は造船技術審議会に対し、「船舶の自動操縦化の技術的問題点とその解決」について諮問した。同審議会は船体、ディーゼル、タービンの3つの部会を設けて審議し、1960年2月に答申が行われた。運輸省ではこれに基づき研究補助金などの施策を立て、第16次計画造船の1隻である本船に初めて適用された。
本船は岡山県玉野市の三井造船玉野造船所で1961年（昭和36年）3月29日に起工。同年8月12日に進水、11月27日に船主の三井船舶に引き渡された。12月9日より処女航海に出航。パナマ運河を通る際、ブリッジから直接エンジンを操縦するという、かつて例のない様子を見た水先案内人は驚いてニューヨークに電信を入れた。この情報はアメリカ合衆国連邦政府にまで届き、国防長官や海事局長らがニューヨークに到着した本船を見学に訪れた。世界初の自動化船の入港はニューヨーク・タイムズでも報じられ、欧米諸国でも自動化船の建造機運が高まった。本船の良好な実績から船舶の自動化が推進され、自動化第2船となる春日山丸が建造されたほか、輸出船への採用も増加した。1964年には、世界で初めて機関室の夜間当直を廃したデンマーク船主向けタンカー「セルマ・ダン」が日本で竣工した。
本船は1979年までニューヨーク航路や東カナダ～五大湖航路に就航したのち退役。船体が解体された後も機関制御コンソールは保管され、2017年には「日本の造船業が戦後わずか10年で世界のトップに立ち、技術力でも世界の頂点に立った金字塔である」として、第1回ふね遺産に認定。東京・虎ノ門の商船三井本社受付に展示されている。

## 構造
船体の基本的な構造は従来の同社の高速定期船とほぼ同じであるが、労働環境改善のため機関室内に防音・防熱の制御室を設け、主機の制御や、温度計・圧力計・液面計・回転計など132個の計器の集中監視を行う。必要に応じて船橋の操舵室からも主機の操縦が行えるよう、同室に遠隔操縦用のコンソールを設けている。大型商船で、主機を船橋から操縦することは、それまで世界でも例を見ないことであった。この他にも、主機燃料油入口温度の自動調整、燃料油清浄機や潤滑油濾器の自動清浄、エンジングラフや排ガス温度の自動記録などの自動制御で省力化が図られている。
貨物艙は機関室の前後に3艙ずつ、計6艙。機関室後部の第4貨物艙の第3甲板より下は深油艙が設けられている。機関室前部の第3貨物艙の一部には冷蔵艙があり、冷凍貨物や果物などの保冷貨物に対応する。セントローレンス海路の航行に対応するため、船尾にスターンアンカー、船首にランディングブーム装置を備える。